# Миколаївський глиноземний завод
Миколаївський глиноземний завод (ТОВ «Миколаївський глиноземний завод») — найбільше в Україні і одне з найбільших в Європі підприємств кольорової металургії, оснащене сучасним обладнанням. Підприємство в рази перекриває потреби України в глиноземі та гідроксиді алюмінію, тому є важливим для українського експорту, відтак надходження іноземної валюти в економіку держави.

## Історія
Згідно з наказом міністерства кольорової металургії СРСР від 6 червня 1977 р. № 248 «Про створення Миколаївського глиноземного заводу», був утворений Миколаївський глиноземний завод з підпорядкуванням Всесоюзному об'єднанню алюмінієвої промисловості (Союзалюмінію). 28 липня 1980 р. закінчилося будівництва першої черги заводу і був випущений перший глинозем.
Завод побудовано спільно з «Алюмініум Пешіне», «Лургі» та іншими західними фірмами. Технологічний процес потребував значних обсягів каустичної соди, яку міг постачати завод хімії хлору в Первомайському.
Тривалий час наприкінці 1990-х — на початку 2000-х тривали дискусії про доцільність і спрямованість можливої приватизації підприємства. Саме 2000 року на завод прийшов стратегічний інвестор, фактично новий власник, — російська група компаній «РУСАЛ» («Русский Аллюминий»), який за договором приватизації був зобов'язаний здійснити комплекс заходів з модернізації старих і запровадження в дію нових потужностей.
У квітні 2002 року завод отримав сертифікат відповідності (№ 1192-2002-AQ-HEL-FINAS), виданий незалежним фондом «DEN NORSKE VERITAS», який підтверджує відповідність системи менеджменту якості міжнародному стандарту EN ISO 9001 ed 2000.
У 2017 році, порівняно з 2016 роком, Миколаївський глиноземний завод збільшив випуск глинозему на 10,95 % до 1,676 млн тонн. Також підприємство завершило реалізацію проекту зі збільшення випуску глинозему до 1,7 млн тонн. Фінансування проекту з 2015 по 2017 рік склало 10,3 млн дол. І включало завершення будівництва 5-ї черги декомпозиції, вузла класифікації та агломерації пульпи декомпозиції, модернізацію установки гідрокласіфікації розведеної вареної пульпи й установки агітаційного вилуговування. План з виробництва глинозему відносно бізнес-плану в 2017 році було перевиконано на 2,8 %.
У 2017 році повідомлялося, що контрольний пакет підприємства викупила компанія Glencore. Проте, у квітні 2018 року, Glencore відмовилася виконувати контракт про купівлю через фінансові санкції, які 6 квітня 2018 року застосували США щодо російського власника компанії Олега Дерипаски.
У вересні 2020 році, на МГЗ загинув електрозварювальник, а 2 грудня того ж року — стався вибух.

## Націоналізація
Влітку 2023 року ДБР викрило десятки компаній з російськими власниками, діяльність яких підпадала під п. 11 ч. 1 ст. 4 закону «Про санкції». Серед їхніх бенефіціарів були російські олігархи. Зокрема ТОВ «Глухівський кар'єр кварцитів» та ТОВ «Миколаївський глиноземний завод» (орієнтовною вартістю 10 млрд грн) належали російському олігархові Олегу Дерипасці. ВАКС за матеріалами ДБР запровадив санкції проти цих компаній та власників. У власність України націоналізовано активи російських олігархів, включно з кар'єром.
31 січня 2024 року, за повідомленням Офісу Генпрокурора, до бюджету України вперше надійшли підсанкційні кошти у розмірі 32 млн грн. Це кошти, які належали найбільшому в Україні виробнику металургійного глинозему та гідроксиду алюмінію «Миколаївський глиноземний завод».

## Вплив на екологію
У листопаді 2020 року активісти подали колективний позов до Заводського районного суду Миколаєва про стягнення 9,2 млрд грн з МГЗ за завдання шкоди навколишньому середовищу та здоров'ю мешканців. Суд прийняв позов до розгляду та наклав арешт на все рухоме майно та майнові права підприємства у рамках заявленої до стягнення суми.
У травні 2021 року експерти з Київського науково-дослідного інституту судових експертиз Міністерства юстиції України виявили низку небезпечних речовин у відходах червоного шламу Миколаївського глиноземного заводу, які негативно впливають на довкілля, а також здоров'я людей. Дослідно-випробувальним токсикологічним центром наукового центру превентивної токсикології, харчової та хімічної безпеки імені академіка Л. І. Медведя Міністерства охорони здоров'я України встановлено, що у зразку червоного шламу, наданого на дослідження, було виявлено: миш'як, кадмій, ртуть, свинець.
26 травня 2021 року, Заводський районний суд Миколаєва виніс рішення про стягнення 9,2 млрд грн з МГЗ. Керівництво заводу подало апеляцію на рішення суду.
10 червня та 27 липня 2021 року активісти заявили про тиск з боку представників Миколаївського глиноземного заводу та Національної поліції.
У вересні 2021 року розпочався розгляд Миколаївським апеляційним судом апеляції МГЗ на рішення Заводського районного суду.
23 вересня 2021 року Миколаївська обласна державна адміністрація повідомила, що за п'ять років у Вітовському районі Миколаївської області у мешканців збільшилася кількість онкологічних захворювань.
4 жовтня 2021 року стали відомі результати експертизи волосся мешканців околиць шламосховищ МГЗ, внаслідок яких в організмах людей було виявлено надлишковий вміст цілого ряду елементів, що викликають рак та інші хвороби.

## Продукція, експорт і діяльність
Продукція Миколаївського глиноземного заводу:
- глинозем металургійний Г-00;
- гідроксид алюмінію ГД-00;
- галій 3N5 (ГЛ-1), 4N5(ГЛ-0);
- продукція ливарна в асортименті;
- кек глиноземистий;
- паста вапнякова.

Продукція на експорт:
- глинозем;
- гідроксид алюмінію;
- галій;
- продукція ливарна;
- кек глиноземистий.

Окрім основного глиноземного виробництва з допоміжними цехами та інженерними спорудами, до складу підприємства входять:
- Дніпро-Бузький морський торговельний порт (з 2008 р. приєднаний до Миколаївського морського торговельного порту) з об'ємом переробки вантажів до 6 млн тонн за рік;
- водовід «Дніпро-Миколаїв»;
- соціально-побутовий комплекс.

Підприємство також надає послуги з перевалки генеральних і навалювальних вантажів в Дніпро-Бузькому морському порту.